# 垂水市立境小学校
垂水市立境小学校（たるみずしりつ さかいしょうがっこう）は、鹿児島県垂水市牛根境にある市立の小学校。
垂水市の北部に位置する小学校である。

## 沿革
- 1878年（明治11年） - 境簡易科小学が設立。
- 1947年（昭和22年） - 牛根村立境小学校と改称。